# Élections législatives de 1876 en Ille-et-Vilaine
Les élections législatives de 1876 ont eu lieu les 20 février et 5 mars 1876.

## Résultats à l'échelle du département
| Partis         | Partis                            | Premier tour | Premier tour | Deuxième tour | Deuxième tour | Sièges |
| Partis         | Partis                            | Voix         | %            | Voix          | %             | Sièges |
| -------------- | --------------------------------- | ------------ | ------------ | ------------- | ------------- | ------ |
|                | Constitutionnels et Orléanistes   | 34 932       | 30,86        | 9 660         | 29,36         | 2      |
|                | Centre-gauche                     | 26 205       | 23,15        |               |               | 3      |
|                | Légitimistes                      | 22 752       | 20,01        | 18 402        | 55,93         | 1      |
|                | Union républicaine                | 16 721       | 14,77        |               |               | 1      |
|                | Gauche républicaine, Républicains | 12 579       | 11,11        | 4 841         | 14,71         | 1      |
|                |                                   |              |              |               |               |        |
| Inscrits       | Inscrits                          | 146 577      | 100,00       | 40 800        | 100,00        | 8      |
| Votants        | Votants                           | 113 686      | 77,56        | 33 069        | 81,05         |        |
| Abstentions    | Abstentions                       | 32 891       | 22,44        | 7 731         | 18,95         |        |
| Blancs et nuls | Blancs et nuls                    | 469          | 0,41         | 166           | 0,41          |        |
| Exprimés       | Exprimés                          | 113 217      | 77,24        | 32 903        | 80,64         |        |

## Résultats par arrondissement

### Arrondissement de Fougères
| Candidats      | Candidats                             | Étiquette       | Premier tour | Premier tour | Deuxième tour | Deuxième tour |
| Candidats      | Candidats                             | Étiquette       | Voix         | %            | Voix          | %             |
| -------------- | ------------------------------------- | --------------- | ------------ | ------------ | ------------- | ------------- |
|                | Pierre Albert de Dalmas               | Constitutionnel | 7 902        | 43,57        | 9 660         | 53,29         |
|                | Pierre-Marie Frain de La Villegontier | Légitimiste     | 6 836        | 37,69        | 8 405         | 46,37         |
|                | Jules Bochin                          | Orléaniste      | 3 401        | 18,75        |               |               |
|                |                                       |                 |              |              |               |               |
| Inscrits       | Inscrits                              | Inscrits        | 21 108       | 100,00       | 21 108        | 100,00        |
| Votants        | Votants                               | Votants         | 18 205       | 86,25        | 18 166        | 86,06         |
| Abstention     | Abstention                            | Abstention      | 4 454        | 19,09        | 4 454         | 19,09         |
| Blancs et nuls | Blancs et nuls                        | Blancs et nuls  | 72           | 0,38         | 72            | 0,38          |
| Exprimés       | Exprimés                              | Exprimés        | 18 137       | 99,63        | 18 127        | 99,79         |

### Arrondissement de Montfort
| Candidats      | Candidats               | Étiquette      | Premier tour | Premier tour |
| Candidats      | Candidats               | Étiquette      | Voix         | %            |
| -------------- | ----------------------- | -------------- | ------------ | ------------ |
|                | Eugène Pinault          | Centre gauche  | 7 631        | 60,69        |
|                | Armand Huchet de Cintré | Légitimiste    | 4 946        | 39,34        |
|                |                         |                |              |              |
| Inscrits       | Inscrits                | Inscrits       | 14 854       | 100,00       |
| Votants        | Votants                 | Votants        | 12 597       | 84,81        |
| Abstention     | Abstention              | Abstention     | 4 454        | 19,09        |
| Blancs et nuls | Blancs et nuls          | Blancs et nuls | 72           | 0,38         |
| Exprimés       | Exprimés                | Exprimés       | 12 573       | 99,81        |

### Arrondissement de Redon
| Candidats      | Candidats         | Étiquette      | Premier tour | Premier tour |
| Candidats      | Candidats         | Étiquette      | Voix         | %            |
| -------------- | ----------------- | -------------- | ------------ | ------------ |
|                | René Brice *      | Centre gauche  | 11 981       | 67,24        |
|                | Louis de La Vigne | Orléaniste     | 5 836        | 32,76        |
|                |                   |                |              |              |
| Inscrits       | Inscrits          | Inscrits       | 21 893       | 100,00       |
| Votants        | Votants           | Votants        | 17 825       | 81,42        |
| Abstention     | Abstention        | Abstention     | 4 454        | 19,09        |
| Blancs et nuls | Blancs et nuls    | Blancs et nuls | 72           | 0,38         |
| Exprimés       | Exprimés          | Exprimés       | 17 817       | 99,96        |

### Arrondissement de Rennes

#### 1recirconscription
| Candidats      | Candidats                 | Étiquette           | Premier tour | Premier tour |
| Candidats      | Candidats                 | Étiquette           | Voix         | %            |
| -------------- | ------------------------- | ------------------- | ------------ | ------------ |
|                | Théophile Roger-Marvaise  | Gauche républicaine | 8 863        | 65,60        |
|                | François-Charles Oberthür | Constitutionnel     | 4 636        | 34,32        |
|                |                           |                     |              |              |
| Inscrits       | Inscrits                  | Inscrits            | 19 510       | 100,00       |
| Votants        | Votants                   | Votants             | 13 536       | 69,38        |
| Abstention     | Abstention                | Abstention          | 4 454        | 19,09        |
| Blancs et nuls | Blancs et nuls            | Blancs et nuls      | 72           | 0,38         |
| Exprimés       | Exprimés                  | Exprimés            | 13 510       | 99,81        |

#### 2ecirconscription
| Candidats      | Candidats             | Étiquette          | Premier tour | Premier tour |
| Candidats      | Candidats             | Étiquette          | Voix         | %            |
| -------------- | --------------------- | ------------------ | ------------ | ------------ |
|                | Félix Martin-Feuillée | Union républicaine | 10 777       | 97,93        |
|                |                       |                    |              |              |
| Inscrits       | Inscrits              | Inscrits           | 17 243       | 100,00       |
| Votants        | Votants               | Votants            | 11 005       | 63,82        |
| Abstention     | Abstention            | Abstention         | 4 454        | 19,09        |
| Blancs et nuls | Blancs et nuls        | Blancs et nuls     | 72           | 0,38         |
| Exprimés       | Exprimés              | Exprimés           | 10 864       | 98,72        |

### 1recirconscription
| Candidats      | Candidats                | Étiquette          | Premier tour | Premier tour |
| Candidats      | Candidats                | Étiquette          | Voix         | %            |
| -------------- | ------------------------ | ------------------ | ------------ | ------------ |
|                | Charles Émile La Chambre | Constitutionnel    | 6 034        | 50,30        |
|                | Auguste Hovius           | Union républicaine | 5 944        | 49,55        |
|                |                          |                    |              |              |
| Inscrits       | Inscrits                 | Inscrits           | 15 369       | 100,00       |
| Votants        | Votants                  | Votants            | 12 011       | 78,15        |
| Abstention     | Abstention               | Abstention         | 4 454        | 19,09        |
| Blancs et nuls | Blancs et nuls           | Blancs et nuls     | 72           | 0,38         |
| Exprimés       | Exprimés                 | Exprimés           | 11 995       | 99,87        |

#### 2ecirconscription
| Candidats      | Candidats                  | Étiquette      | Premier tour | Premier tour |
| Candidats      | Candidats                  | Étiquette      | Voix         | %            |
| -------------- | -------------------------- | -------------- | ------------ | ------------ |
|                | François-Marie Le Pomellec | Centre gauche  | 6 593        | 50,86        |
|                | Émile Apuril de Kerloguen  | Légitimiste    | 6 336        | 48,88        |
|                |                            |                |              |              |
| Inscrits       | Inscrits                   | Inscrits       | 16 908       | 100,00       |
| Votants        | Votants                    | Votants        | 13 000       | 76,89        |
| Abstention     | Abstention                 | Abstention     | 4 454        | 19,09        |
| Blancs et nuls | Blancs et nuls             | Blancs et nuls | 72           | 0,38         |
| Exprimés       | Exprimés                   | Exprimés       | 12 963       | 99,72        |

### Arrondissement de Vitré
| Candidats      | Candidats                      | Étiquette           | Premier tour | Premier tour | Deuxième tour | Deuxième tour |
| Candidats      | Candidats                      | Étiquette           | Voix         | %            | Voix          | %             |
| -------------- | ------------------------------ | ------------------- | ------------ | ------------ | ------------- | ------------- |
|                | Arthur de La Borderie *        | Orléaniste          | 7 123        | 46,02        |               |               |
|                | Olivier Le Gonidec de Traissan | Légitimiste         | 4 634        | 29,94        | 9 997         | 67,68         |
|                | Léon-Adrien de Montluc         | Gauche républicaine | 3 716        | 24,01        | 4 841         | 32,77         |
|                |                                |                     |              |              |               |               |
| Inscrits       | Inscrits                       | Inscrits            | 19 692       | 100,00       | 19 692        | 100,00        |
| Votants        | Votants                        | Votants             | 15 507       | 78,75        | 14 803        | 75,17         |
| Abstention     | Abstention                     | Abstention          | 4 454        | 19,09        | 4 454         | 19,09         |
| Blancs et nuls | Blancs et nuls                 | Blancs et nuls      | 72           | 0,38         | 72            | 0,38          |
| Exprimés       | Exprimés                       | Exprimés            | 15 477       | 99,81        | 14 772        | 99,79         |